# Blatná na Ostrove
Blatná na Ostrove, ungarisch Sárosfa (ungarisch in älteren Quellen auch Sárosfalva, deutsch Sarischdorf) ist eine Gemeinde im Südwesten der Slowakei mit 994 Einwohnern (Stand 31. Dezember 2024). Sie gehört zum Okres Dunajská Streda, einem Teil des Trnavský kraj.

## Geographie
Die Gemeinde befindet sich im westlichen Teil der Großen Schüttinsel, einem Teil des slowakischen Donautieflands. Das Ortszentrum liegt auf einer Höhe von 123 m n.m. und ist 15 Kilometer von Dunajská Streda sowie 37 Kilometer von der Hauptstadt Bratislava entfernt.
Nachbargemeinden sind Macov und Lehnice im Norden, Holice im Osten und Südosten, Horný Bar im Süden, Rohovce im Südwesten und Trnávka im Westen.

## Geschichte
Der Ort wurde zum ersten Mal 1286 als Sarafia schriftlich erwähnt, 1328 als Sáralja. Der Name weist auf schlammigen Boden hin (ungarisch sár und slowakisch blato entsprechen dem deutschen „Schlamm“). 1553 sind in einem Steuerverzeichnis drei Porta verzeichnet. Das Dorf gehörte verschiedenen Kleinadeligen, ehe es im 16. Jahrhundert Besitz des Geschlechts Kéméndy und ein Jahrhundert später Földés sowie Bittó wurde. 1828 zählte man 68 Häuser und 521 Einwohner.
Bis 1919 gehörte der im Komitat Pressburg liegende Ort zum Königreich Ungarn und kam danach zur Tschechoslowakei beziehungsweise heute Slowakei. 1938–45 lag er aufgrund des Ersten Wiener Schiedsspruchs noch einmal in Ungarn.

## Bevölkerung
| Jahr                | 1994 | 2004    | 2014    | 2024     |
| ------------------- | ---- | ------- | ------- | -------- |
| Anzahl der Personen | 792  | 828     | 854     | 994      |
| Unterschied         |      | +4,54 % | +3,14 % | +16,39 % |

| Jahr                | 2023 | 2024    |
| ------------------- | ---- | ------- |
| Anzahl der Personen | 1003 | 994     |
| Unterschied         |      | −0,89 % |

Nach der Volkszählung 2011 wohnten in Blatná na Ostrove 860 Einwohner, davon 667 Magyaren, 158 Slowaken, jeweils drei Bulgaren und Tschechen, zwei Ukraine und ein Pole; ein Einwohner gab eine andere Ethnie an. Elf Einwohner machten keine Angabe. 724 Einwohner bekannten sich zur römisch-katholischen Kirche, 16 Einwohner zur reformierten Kirche, 13 Einwohner zur evangelischen Kirche A. B., vier Einwohner zur orthodoxen Kirche und jeweils ein Einwohner zu den Zeugen Jehovas sowie zur evangelisch-methodistischen Kirche; vier Einwohner bekannten sich zu einer anderen Konfession. 54 Einwohner waren konfessionslos und bei 43 Einwohnern wurde die Konfession nicht ermittelt.

## Bauwerke
- römisch-katholische Dreifaltigkeitskirche im Barockstil aus dem Jahr 1721, im Inneren befindet sich eine hölzerne gotische Madonnafigur (Entstehungszeit gegen 1400)
- zwei Landsitze des Geschlechts Bittó im klassizistischen Stil aus dem 19. Jahrhundert

## Söhne und Töchter der Gemeinde
- István Bittó (1822–1903), Ministerpräsident (1874/75) des Königreichs Ungarn